# Provenzano Salvani
Provenzano Salvani (Siena, 1220 circa – Colle di Val d'Elsa, 17 giugno 1269) è stato un generale italiano.
Nobile comandante, nipote paterno della nobildonna senese Sapìa Salvani, con la quale non condivideva le idee politiche durante la lotta tra Guelfi e Ghibellini, fu a capo della parte ghibellina della Repubblica di Siena che era maggioritaria in città.

Stemma Salvani

## Biografia

Nel 1260 ebbe un ruolo di primo piano nella Battaglia di Montaperti dove i senesi, con l'appoggio delle truppe guidate da Farinata degli Uberti, fuoriuscito fiorentino,  riuscirono a sconfiggere le truppe guelfe di Firenze. In occasione del Convegno di Empoli, si scontrò duramente con Farinata degli Uberti, in quanto propugnava la distruzione di Firenze. Fu nominato Podestà di Montepulciano nel 1262 e, successivamente, Cavaliere per poi assumere il titolo di dominus di Siena.
Dove sorgeva la sua residenza a Siena e dove secondo la tradizione si verificò un miracolo della Vergine, fu poi costruita una chiesa, che divenne la chiesa della Madonna di Provenzano.
Trovò la morte nella battaglia di Colle di Val d'Elsa del 16-17 giugno 1269, ucciso dal suo nemico personale Regolino Tolomei. Fu decapitato e la sua testa, issata su una lancia, fu portata come un trofeo per il campo di battaglia.

## La Divina Commedia
Provenzano Salvani è stato citato da Dante nella Divina Commedia dove lo troviamo tra i superbi dal momento che si credette tanto potente e prestigioso da nominarsi Signore di Siena.
Anziché approdare nell'Antipurgatorio, Provenzano si trova nel Purgatorio in virtù di un atto di umiltà: all'apice del potere si era ridotto a chiedere l'elemosina ai suoi concittadini per poter riscattare un amico prigioniero di Carlo I d'Angiò. La sua storia non viene narrata direttamente, ma da un altro personaggio della Commedia dantesca, Oderisi da Gubbio.
Nella Divina Commedia è indirettamente protagonista anche di un altro canto, il tredicesimo del Purgatorio, quando a parlare è Sapìa Salvani, sua zia da parte di padre, rievocando la vittoria dei guelfi e di Firenze nella battaglia di Colle di Val d'Elsa.